# Hex'air
Hex'air est une compagnie aérienne française (code IATA UD, code OACI HER) basée à l'aéroport du Puy-en-Velay en Haute-Loire et ayant opéré de 1991 à 2016, avant d'être rachetée par la compagnie Twin Jet.

## Historique
Créée le 5 avril 1991 par Pierre Bernard et sa femme Marie-Christine Michel, la Société par actions simplifiée à associé unique (SASU) Hex'Air est immatriculée au registre du commerce et des sociétés du Puy sous le numéro SIREN 381 302 587.
Le 30 mars 1991, la compagnie s'installe à l'aéroport du Puy-en-Velay, seule compagnie régionale à être basée sur un aéroport du centre de la France, qui est en outre le plus petit à disposer d'une liaison vers Paris.
Le 11 mai de la même année, Hex'air reprend la ligne Le Puy-en-Velay-Aéroport Paris-Orly, jusque là exploitée par Air Littoral.
Air Littoral est au capital d'Hex'Air en possédant 5 000 actions en rémunération du stock de pièces de rechange pour l'entretien de l'avion. Le Crédit Agricole de Haute-Loire est également actionnaire (500 actions), Mr Pierre Bernard et sa femme Marie-Christine Michel possédant chacun 2 600 actions.
En 1992, elle exploite également la ligne Lyon - Stuttgart (siège social de BOSCH avec des usines situées dans la région à Castres, Rodez et Lyon).
En 1993, elle assure les lignes entre Paris et Le Puy, Bordeaux vers Mulhouse et Reims, La Rochelle vers Lyon, Parie et Valladolid en Espagne, en Jetstream Super 31 de 19 passagers et Swearigen Metroliner II de 16 passagers. La compagnie emploie alors 20 collaborateurs, dont quatre commandants de bord.
Hex'Air Industries est créée en 1993 chargée d'effectuer les entretiens et réparations d'appareils de ligne.
Elle achète un Beechcraft 1900D Airliner immatriculé F-GOPE le 1er décembre 1994.
En 2000, elle assure les lignes Paris-Le Puy et Castres-Rodez-Lyon.

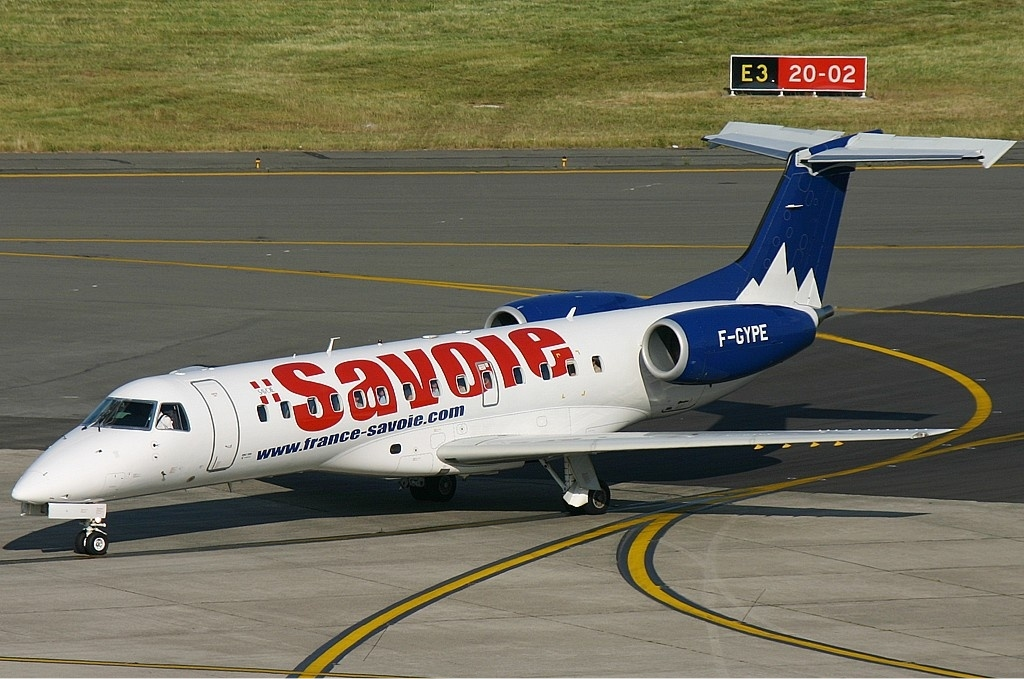
Embraer ERJ-135 F-GYPE de Pan Européenne Air Service exploité par Hex'Air sur la ligne Chambéry - Paris en 2002-2003.

Le 22 avril 2002, elle assure deux fois par jour, la ligne Paris - Chambéry pour sa compagnie mère, Pan Européenne Air Service basée à Chambéry, en remplacement de la filiale d'Air France, la compagnie Regional qui s'est retirée de la ligne. Elle louera pour l'occasion à Pan Européenne un Embraer 135 (F-GYPE) qui sera repeint aux couleurs de la Savoie. Cette ligne s'arrêtera le 18 avril 2003 faute de passagers espérés (la ligne était passée de 20 000 à 8 500 passagers alors que le  point d'équilibre était fixé à 15 000 usagers, les passagers étaient essentiellement des hommes d'affaires qui préféraient se rendre sur l'aéroport de Lyon pour bénéficier du programme de fidélité Fréquence Plus d'Air France).
En septembre 2006, Alexandre Rouchon, pilote de ligne depuis 1999 chez Hex'Air sur Beech 1900, reprend la compagnie et est nommé Président-Directeur général de la compagnie.
Hex'air rachète un second et dernier appareil Beechcraft 1900D Airliner pour des vols charters représentant 8 500 passagers par an en 2008 (F-GUPE).
Elle transportait 14 644 passagers pour l'année 2011.
Entre 2011 et 2015, répondant à un appel d'offres de l'aéroport de Castres, Hex'air est retenue pour assurer la liaison Castres-Rodez-Lyon,,.
En 2016, Hex'Air transporte 700 à 7 500 passagers pour un chiffre d'affaires de 1,095 million d'euros. Ses avions disposent d’un système d’approche de précision guidé par GPS pour éviter les déroutements sur l'aéroport de Clermont-Ferrand en cas de mauvais temps.
La compagnie propose, en septembre de la même année, une offre Le Puy - Saint-Jacques-de-Compostelle adaptée aux personnes à mobilité réduite.
Toujours en septembre 2016, la compagnie aérienne détenue par Alexandre Rouchon, P-DG et pilote de la compagnie, est rachetée par Twin Jet (via sa société suisse "Fleet Management Airways"), une compagnie régionale française de 80 employés et exploitant le même type d'appareils que Hex'air,.
Alexandre Rouchon est alors démissionnaire de son poste de commandant de Bord sur Beech 1900.
À cette date, Hex'Air emploie huit personnes dont quatre pilotes et quatre personnels au sol, transporte environ 8 500 voyageurs par an dont 90 % sont issus d'une clientèle d'affaires avec deux appareils Beechcraft 1900D, et réalise un chiffre d'affaires de 1,095 million d'euros.
Mende est connectée au réseau de Hex'air par une navette routière du centre-ville jusqu'à l'aéroport du Puy-en-Velay. Avec le rachat d'Hex'air par Twin Jet, la navette est dorénavant comprise dans le tarif du billet et est réservée en même temps que le billet d'avion.
Dès le 19 décembre 2016, les vols Hex'Air UD 450, 451, 454 et 457 deviennent  avec Twin Jet T7.081, 082, 087 et 088 réalisés de Paris Orly - Ouest (Hall 1 Zone C, porte d'embarquement en zone 10.A) et non plus d'Orly - Sud.
La société est radiée du registre du commerce et des sociétés le 4 janvier 2017 après fusion-absorption avec Twin Jet, le 29 décembre 2016.
En 2024, Alexandre Rouchon est toujours Commandant de bord chez Twin Jet sur la ligne Le Puy-Paris et responsable de la base Twin Jet à La Puy-Loudes.

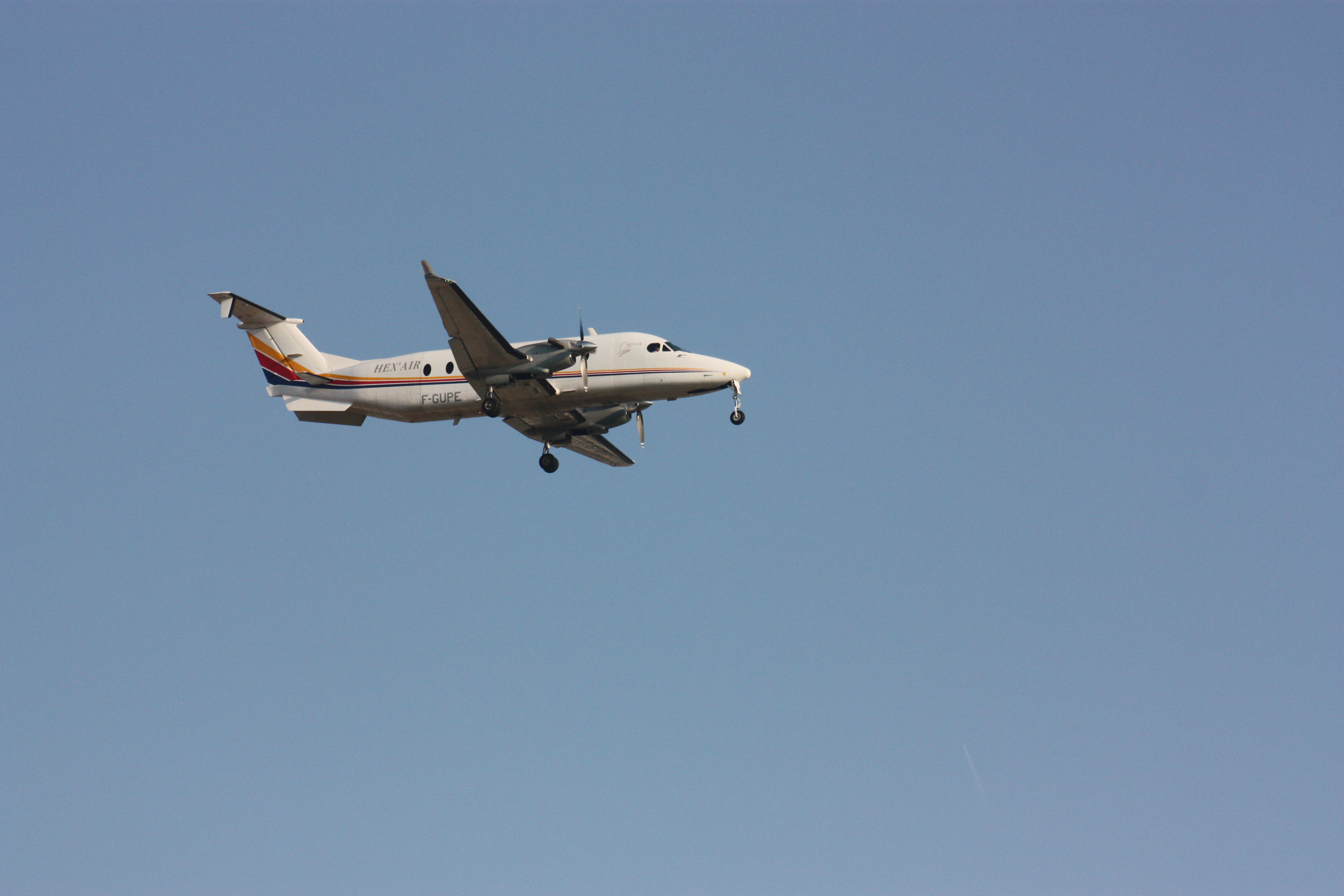
Beechcraft 1900D en approche finale à Paris-Orly.

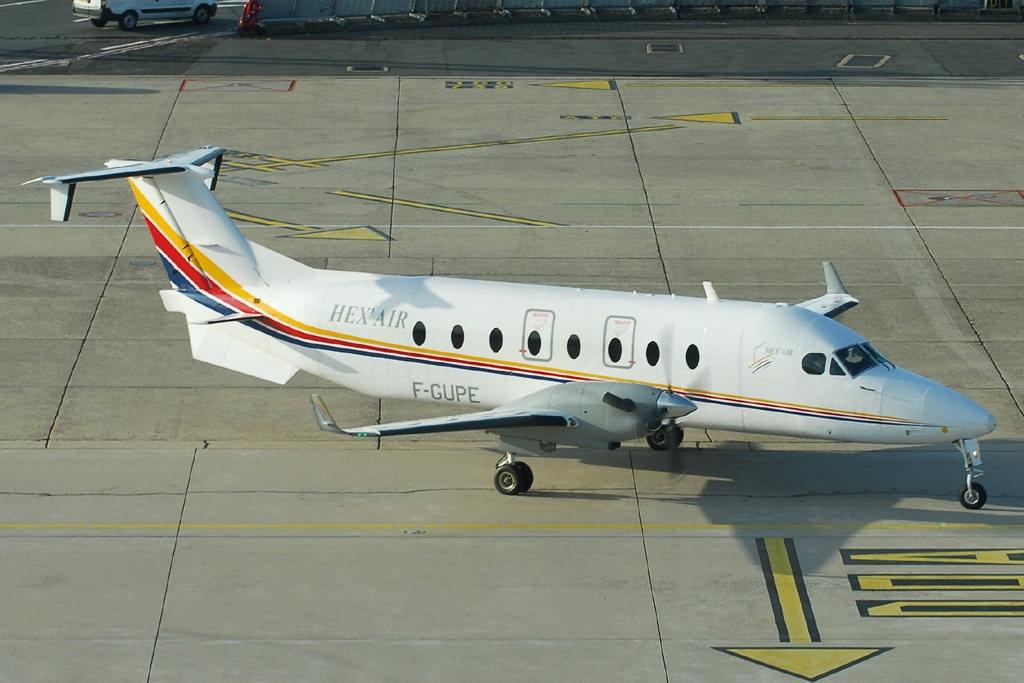
Beechcraft 1900D F-GUPE à Paris-Orly en 2008.

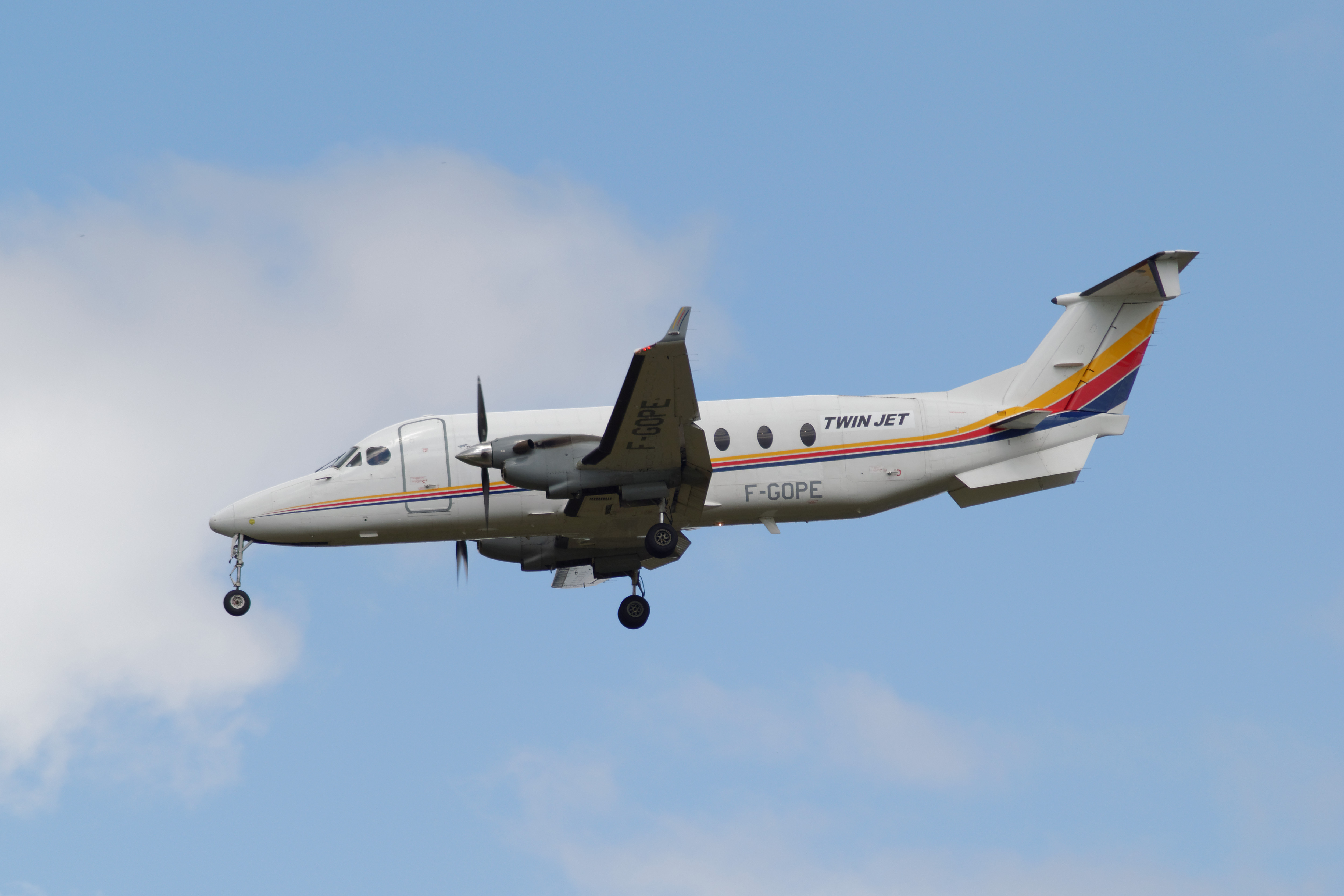
Beechcraft 1900D F-GOPE aux couleurs de Hex'Air mais sous pavillon Twin Jet en 2017.

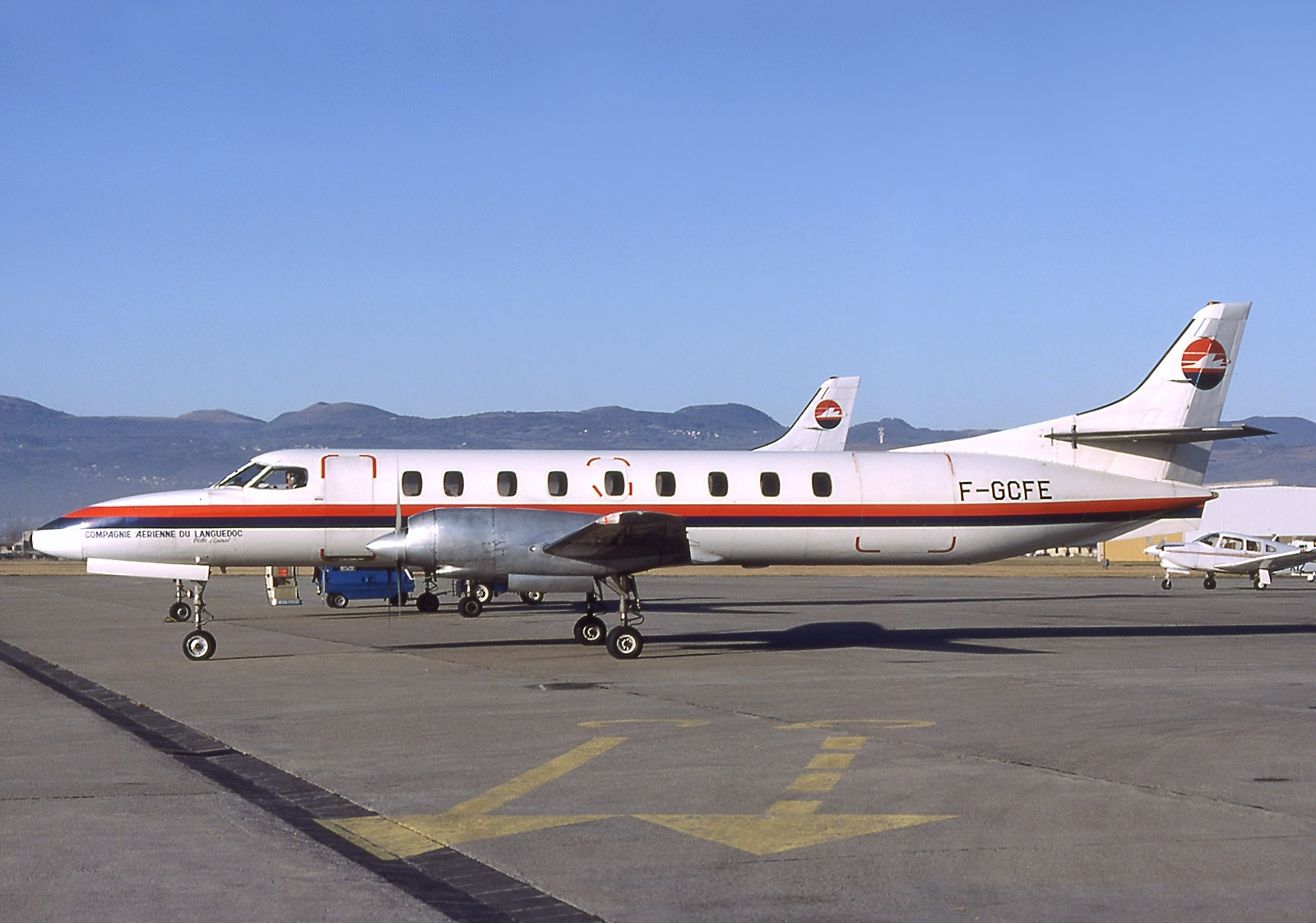
Swearingen Metro II de la CAL/Air Littoral repris par Hex'Air pour la ligne Le Puy-Loudes vers Paris.

## Destinations
En 1991:
- Le Puy-en-Velay vers Paris-Orly

En 1992:
- Le Puy-en-Velay vers Paris-Orly
- Aéroport de Lyon vers Aéroport de Stuttgart

En 1993:
- Le Puy-en-Velay vers Paris-Orly
- Aéroport de Bordeaux vers Aéroport de Mulhouse
- Aéroport de Bordeaux vers Aéroport de Reims (Bétheny)
- Aéroport de La Rochelle vers Aéroport de Lyon

En 1999:
- Le Puy-en-Velay vers Paris-Orly
- Aéroport de Castres vers Aéroport de Rodez puis vers Aéroport de Lyon[30],[31]

En 2000:
- Le Puy-en-Velay vers Paris-Orly (Sud)
- Aéroport de Castres vers Aéroport de Rodez puis vers Aéroport de Lyon

En 2002:
- Le Puy-en-Velay vers Paris-Orly (Sud)
- Aéroport de Castres vers Aéroport de Rodez puis vers Aéroport de Lyon
- Aéroport Chambéry vers Paris-Orly (ligne exploitée par Hex'Air pour le compte de sa société mère Pan Européenne Air Service - début 22 avril 2002)

En 2003:
- Le Puy-en-Velay vers Paris-Orly (Sud)
- Aéroport de Castres vers Aéroport de Rodez puis vers Aéroport de Lyon
- Aéroport Chambéry vers Paris-Orly (ligne exploitée par Hex'Air pour le compte de sa société mère Pan Européenne Air Service - Fin 18 avril 2003))

En 2011:
- Le Puy-en-Velay vers Paris-Orly
- Aéroport Castres vers Aéroport de Rodez vers Aéroport de Lyon[32]

En 2013:
- Le Puy-en-Velay vers Paris-Orly (Sud)
- Aéroport de Castres vers Aéroport de Rodez puis vers Aéroport de Lyon[6]

En 2016:
- Le Puy-en-Velay vers Paris-Orly
- Le Puy-en-Velay vers Mende en bus.

La compagnie assure également des vols charters pour des sociétés ou des clubs sportifs.

## Flotte
| Type d'avion     | Nombre | Places assises |
| ---------------- | ------ | -------------- |
| Beechcraft 1900D | 2      | 19             |